# Borlänge studentkår
Borlänge studentkår var en studentkår i Borlänge som organiserade studenter vid Högskolan Dalarna som studerade i Borlänge. Studentkåren organiserade drygt 1800 studenter per termin och hade en omsättning på omkring 2 miljoner per år. Tre personer var arvoderade i styrelsen, ordföranden, som har det studiepolitiska och övergripande ansvaret, vice ordföranden som hade det interna ansvaret samt Klubbmästaren som har ansvaret för nöjesverksamheten och för Studenternas Hus Tenoren.
Studentkåren är nu upplöst i och med sammanslagning med Falu studentkår och bildandet av Dalarnas studentkår inför läsåret 2009/2010

## Konglig Bergssektion Borlänge
Konglig Bergssektion Borlänge var en underavdelning som bildades 1999 i samband med att utbildningen Materialteknik, ursprungligen bergsingenjörsutbildning, kom tillbaka till sina rötter i Dalarna. Systerorganisation till Kongliga Bergssektionen på KTH i Stockholm. K.B.B.:s medlemmar är studenter på Materialdesign och Materialteknik i Borlänge och består idag av drygt 100 medlemmar och drivs av den demokratiskt valda styrelsen med Malin E. Olsson som nuvarande ordförande.
Först och främst värnar organisationen om studenterna på Materialdesigns välmående genom att upprätthålla en gemytlig kamratskap inom programmet. Bergssektion Borlänge anordnar diverse festliga aktiviteter i form av sittningar. Årligen återkommande arrangemang och sittningar är: Vårphlödet, Afvslutningsfesten, Nollephlödet och Höstgasquen.

## Sektionen

### Styrelsen
| Styrelsepost   | Besittande      | Uppgift                                               |
| -------------- | --------------- | ----------------------------------------------------- |
| Ordförande     | Malin E. Olsson | Generell kontakt med Bergssektionen.                  |
| Viceordförande | Erik Claesson   | Sponsring, ekonomifrågor och fakturering.             |
| SNO            | Amelie Eriksson | Studiebesök, gymnasieskolor och studiesociala frågor. |
| Femten         | Zozan Jouma     | Studiebesök, sponsring och företagskontakt.           |
| Klubbmästare   | Karin Hammar    | Festliga aktiviteter, dvs vem som vill får ligga.     |
| Sekreterare    | Johan Olsson    | Skrivande av protokoll i sann Bergsmannaanda.         |

### Sektionsposter
| Sektionspost                   | Besittande                                                                             | Uppgift |
| ------------------------------ | -------------------------------------------------------------------------------------- | --- |
| Överphösare                    | Jonas Sandberg                                                                         | Leder phöseriet och håller i phösningen av Bergsn0llan.                                                                                   |
| Överphadder                    | Anneli Fernström                                                                       | Leder phaddrarna och ser till att finnas vid n0llans sida under n0llningen.                                                               |
| Dr. Fys                        | Emil Pettersson                                                                        | Ser till att sektionsmedlemmarna rör på sig och därmed håller sig friska och mår väl.                                                     |
| Farbror Sid                    | Jonas Sandberg                                                                         | Tillhandahåller kläder med det ståtliga trycket Bergs, samt säljer manschettknappar, slipsnålar, smartcase och tygmärken etc.             |
| Sångledare                     | Gustav Rossbäck                                                                        | Ansvarar för att Bergsmännen/hyttorna fortsätter med traditionen att sjunga på gasquer och sittningar.                                    |
| Vice sångledare                | Andreas Hjalmarsson                                                                    | Hjälper till att leda om sångledaren skulle ha tappat rösten eller ansvarar för sjungandet tills rösten är funnen.                        |
| Ceremonimästare                | Joakim Wikblad                                                                         | Håller i trådarna vid en sittning. Bestämmer vilka som skall få stå på scen etc.                                                          |
| Spex- ljud- och ljus ansvarige | Joakim Wikblad                                                                         | Hur vore en sittning utan något spex? |
| Valberedningen                 | Jonas Johannesson ÅK 4, Lars Dahlström ÅK 3, Emil Pettersson ÅK 2, Joakim Wikblad Åk 1 | Ser till att rätt folk nomineras till styrelsen och sektionens olika poster.                                                              |
| Vice Klubbmästare              | Gustav Rossbäck                                                                        | Klubbmästarens andra hand. Hjälper till vid de stora tillställningarna som ordnas av klubbmästeriet.                                      |
| Informationsansvarige          | Mathias Holmberg                                                                       | Webbmästare över sektionens hemsida, samt skall ständigt ha kameran redo för att dokumentera de aktiviteter som försiggår inom sektionen. |
| Revisor                        | Lars Dahlström                                                                         | Ser till att sektionen sköts på ett korrekt sätt. Kontrollerar till exempel att inköp och utgifter är korrekt bokförda.                   |